# Frías
Pour les articles homonymes, voir Frias (homonymie).
Frías est une commune d'Espagne dans la communauté autonome de Castille-et-León, province de Burgos. Elle s'étend sur 29,37 km2 et comptait environ 284 habitants en 2011.
À  partir de 1473, les descendants de la famille des Velasco, ducs du lieu, présidèrent à la fonction honorifique de connétables de Castille.